# Пиарко (аэропорт)
Международный аэропорт Пиарко (ИАТА: POS, ИКАО: TTPP) англ. Piarco International Airport) — международный аэропорт, обслуживающий остров Тринидад, и один из двух международных аэропортов Тринидада и Тобаго. Аэропорт расположен в 30 км к востоку от центра города Порт-оф-Спейн, в соседнем городе Пиарко. Аэропорт занимает седьмое место по загруженности в Карибском бассейне и третье по загруженности в англоязычных странах Карибского бассейна после международного аэропорта имени Сангстера на Ямайке и международного аэропорта имени Линдена Пиндлинга на Багамах.
Международный аэропорт действует как крупный хаб для крупнейшей в Карибском бассейне авиакомпании Caribbean Airlines, которая принадлежит правительству Тринидада и Тобаго.
Международный аэропорт Пиарко имеет прямые регулярные рейсы в пункты назначения в США, Канаде, Центральной Америке, Южной Америке и Европе. Это также важный транзитный узел для южной части Карибского бассейна и основной пункт пересадки для многих пассажиров, путешествующих из Гайаны.

## История

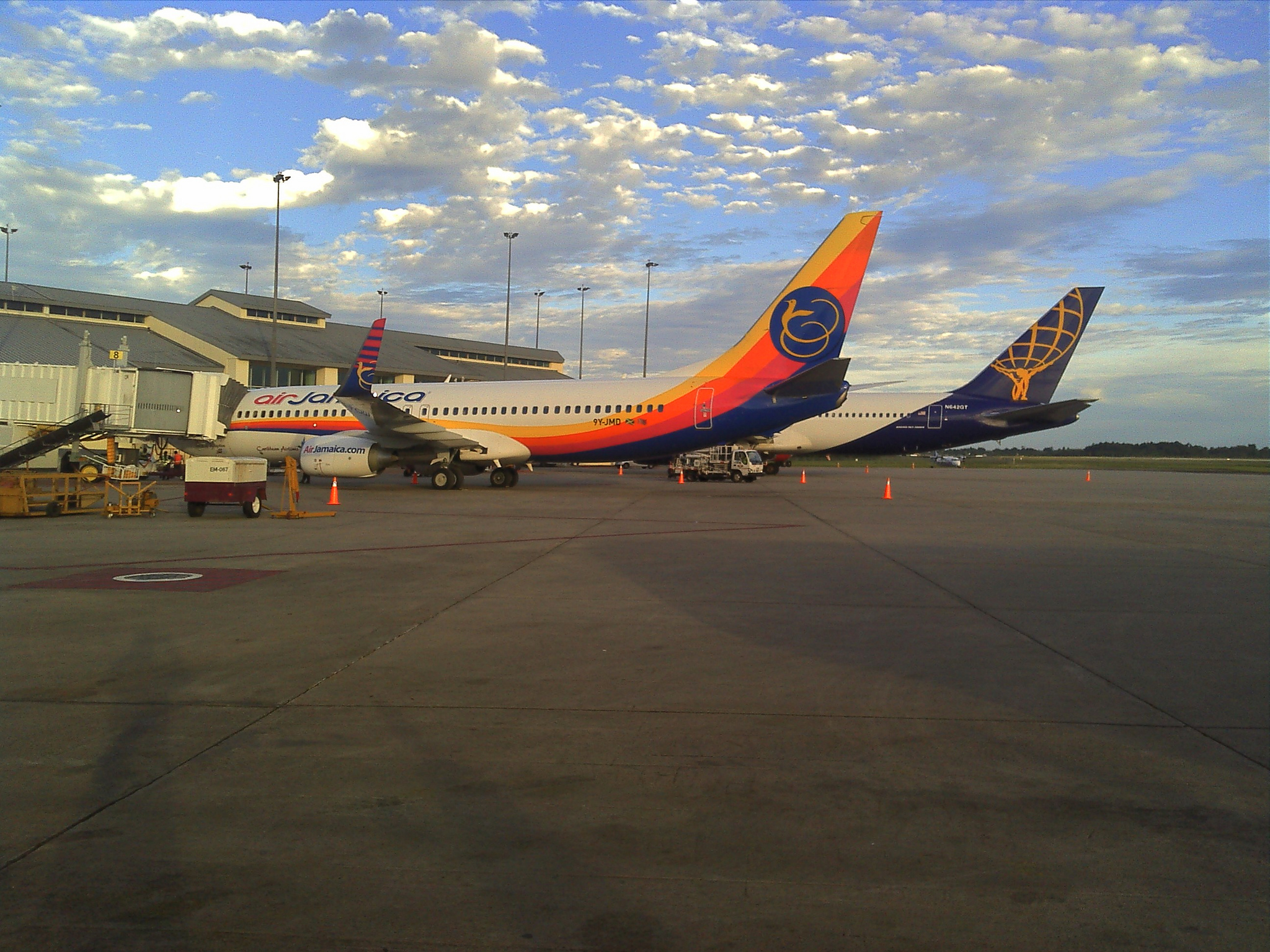
Самолеты компаний Air Jamaica и Atlas Air у перрона аэропорта.

Аэропорт Пиарко открылся 8 января 1931 года для обслуживания венесуэльской «Compagnie Generale Aeropostale». 
Во время Второй мировой войны старый аэродром использовался для размещения школы наблюдателей Королевского флота HMS Goshawk. С 1942 года он также использовался Южным командованием ВВС Армии США и авиационными эскадрильями ВМС США. Аэропорт использовался как транспортный аэродром, а также для полетов противолодочных патрулей над южной частью Карибского моря.
Во время Второй мировой войны на аэродроме были расквартированы следующие воинские соединения:
- 1-я бомбардировочная эскадрилья (9-я бомбардировочная группа) 24 апреля - 29 октября 1941 г. (B-18 Bolo)
- 10-я бомбардировочная эскадрилья (25-я бомбардировочная группа) 27 августа - 12 октября 1943 г. (B-18 Bolo)
- 35-я бомбардировочная эскадрилья (25-я бомбардировочная группа) 27 августа - 12 октября 1943 г. (B-18 Bolo)

После войны аэропорт был возвращен под гражданский контроль.

## Характеристики

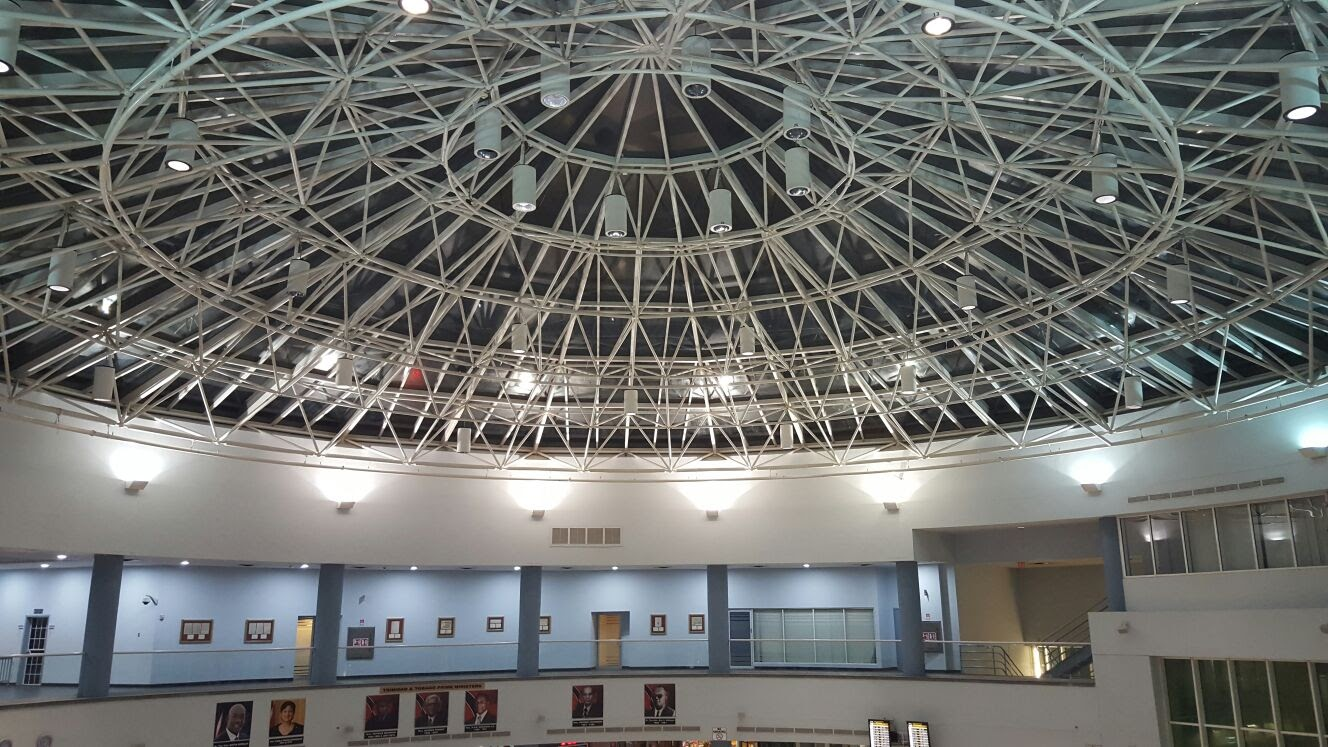
Атриум терминала

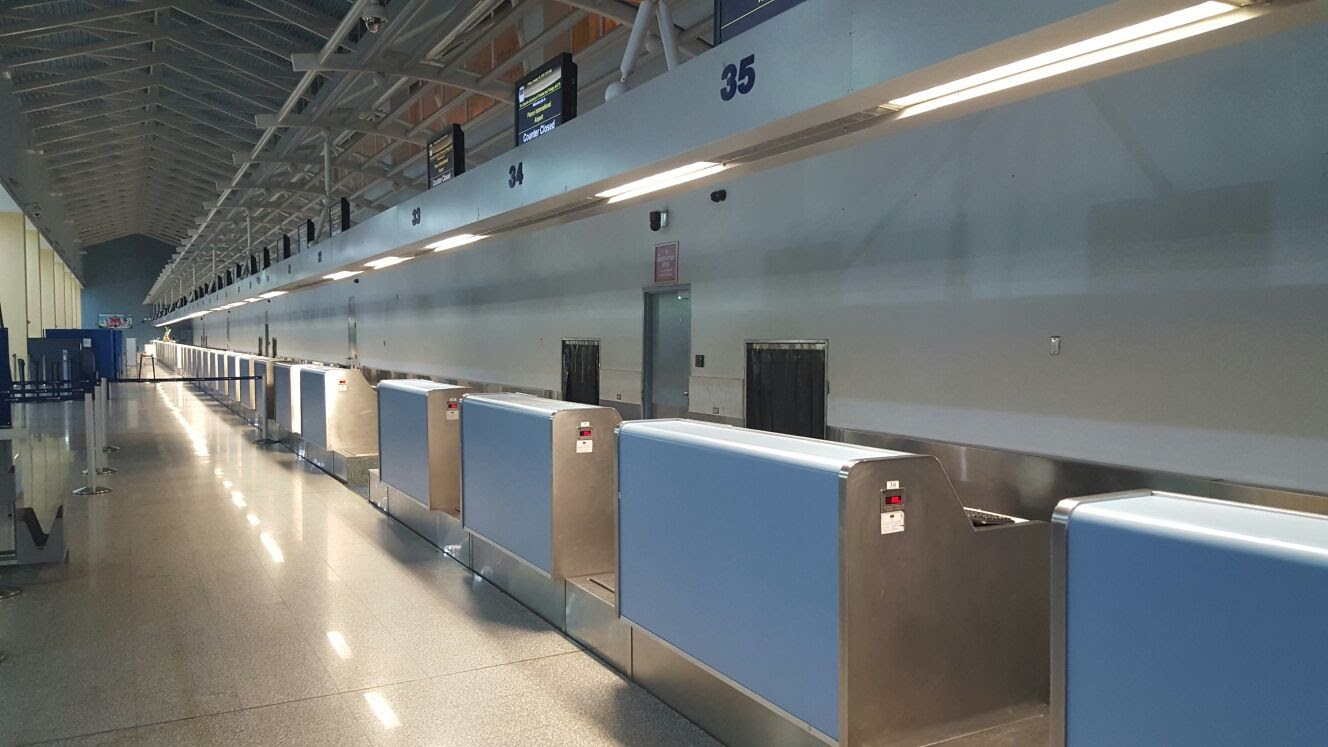
Зал регистрации

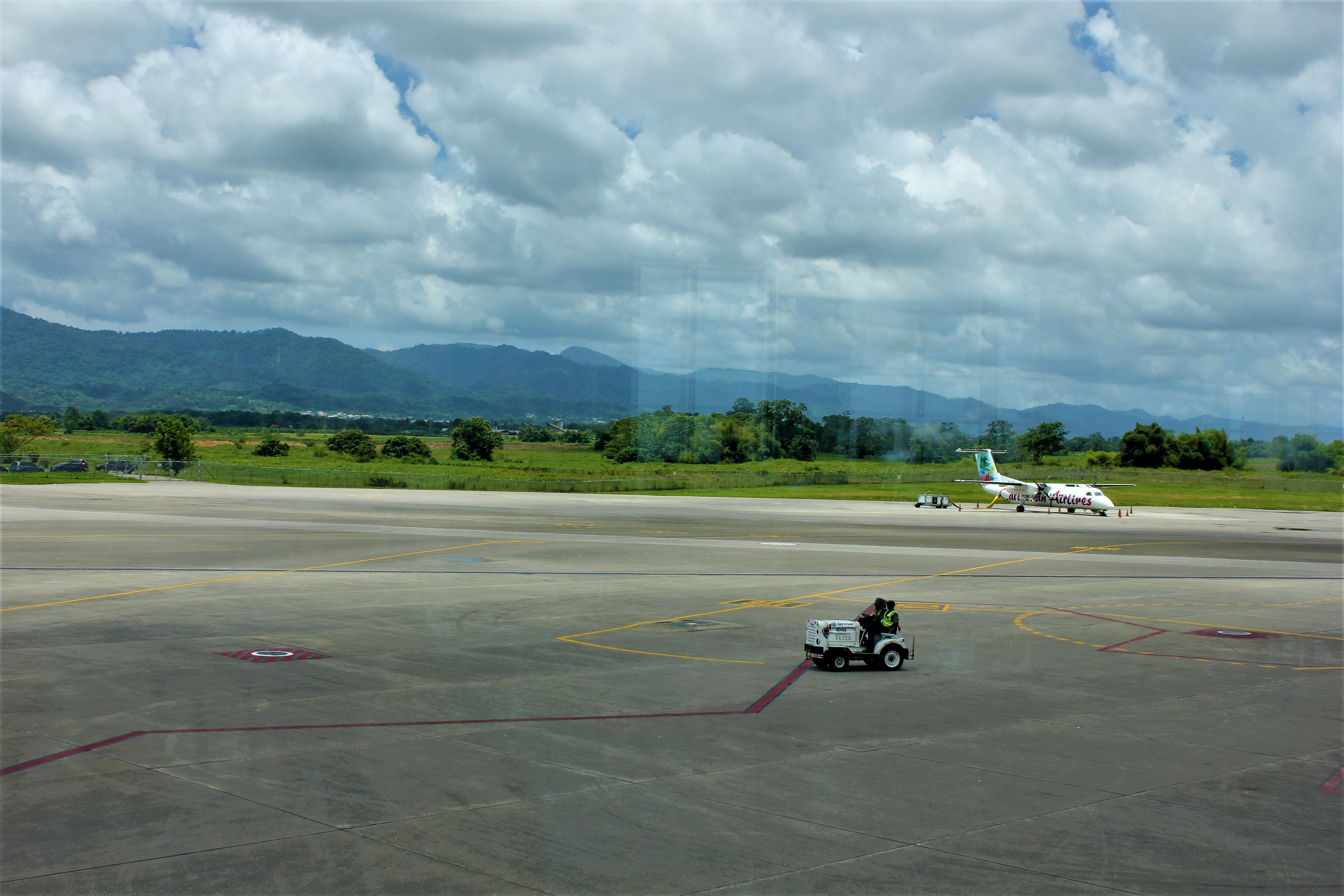
Piarco International Airport apron

В международном аэропорту Пиарко есть две высокоскоростные рулежные дорожки и три соединительных рулежных дорожки. В  аэропорту есть 82 билетных кассы.
Терминал представляет собой полностью кондиционируемое здание, оборудованное для обслуживания 1500 пассажиров в час. Таможенный зал имеет четыре багажных ленты.
В 2011 году была открыта новая девятиэтажная диспетчерская вышка.
Новый Северный терминал состоит из здания площадью 35 964 кв.м с возможностью приема 14 воздушных судов. Общая планировка здания состоит из трех основных элементов: основной конструкции с внешней стороны, одноуровневого торгового центра Duty Free и двухуровневого вестибюля в форме буквы «Y». 
Аэропорт также достаточно велик, чтобы принимать большинство международных широкофюзеляжных авиалайнеров, включая Boeing 747, Airbus A330-300, Boeing 777, Boeing 767 и Airbus A340. Piarco International может использовать самолеты среднего размера, включая Boeing 737, Boeing 757, Airbus A320, Embraer 190, а также небольшие самолеты, такие как DeHavilland Dash 8, ATR 72 и другие турбовинтовые самолеты. План аэропорта состоит из одного главного здания аэровокзала, включающего три вестибюля. Эти залы строго не идентифицируются, как следует из их названия, но разделены на следующие области; Выходы 1–7, 8–14 и 8-14 обслуживают Caribbean Airlines и зал «Тобаго», который обслуживает рейсы на Тобаго.
В аэропорту базируется Воздушная охрана Тринидада и Тобаго . Во время существования BWIA West Indies его головной офис находился на территории аэропорта.
В ноябре 2009 года, заброшенный южный терминал был переоборудован в VIP-терминал в преддверии проведения пятого Саммита Америк. На Северном терминале также появились дополнительные автостоянки.
В аэропорту находится главный офис Управления аэропортов Тринидада и Тобаго

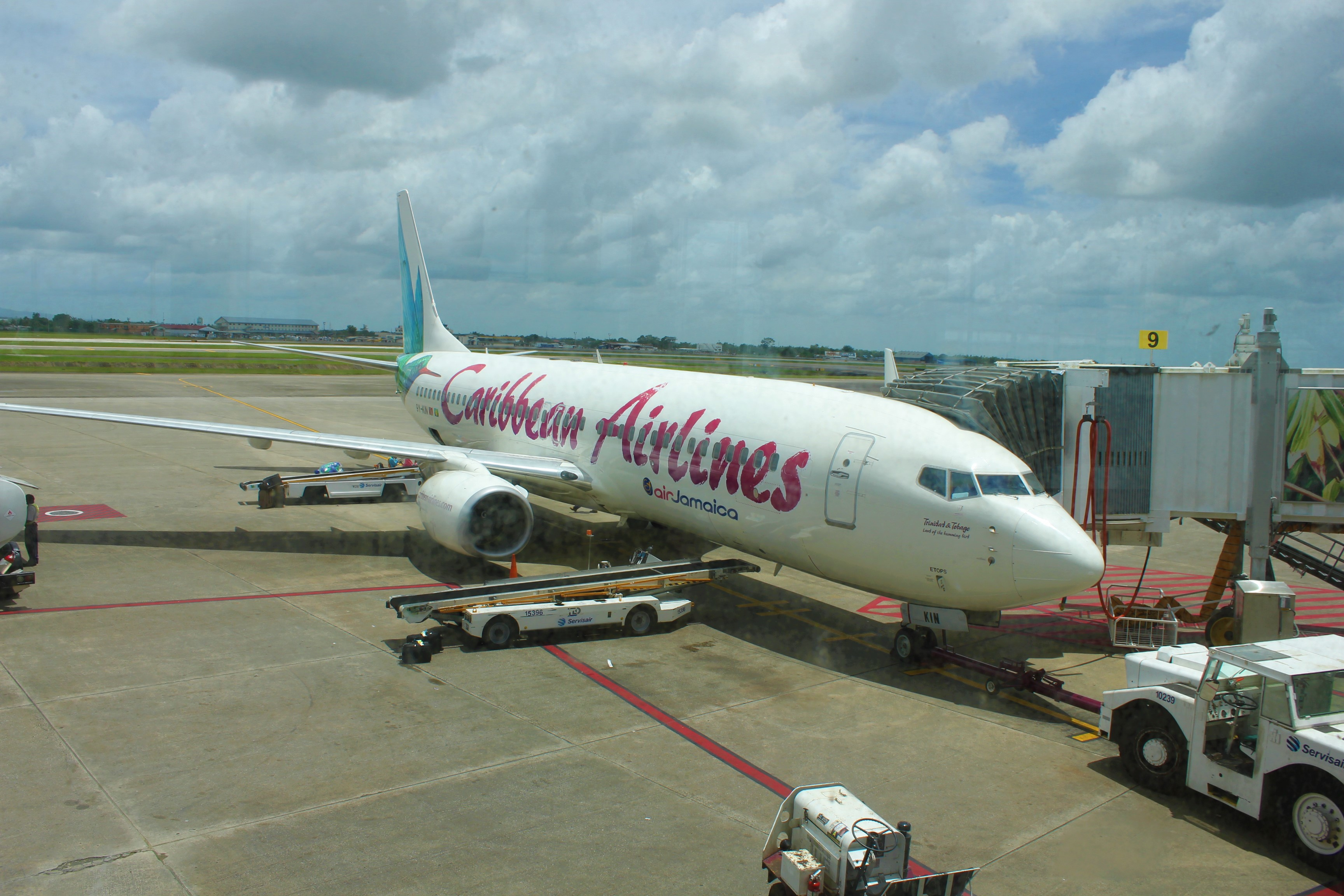
Самолет Caribbean Airlines в аэропорту

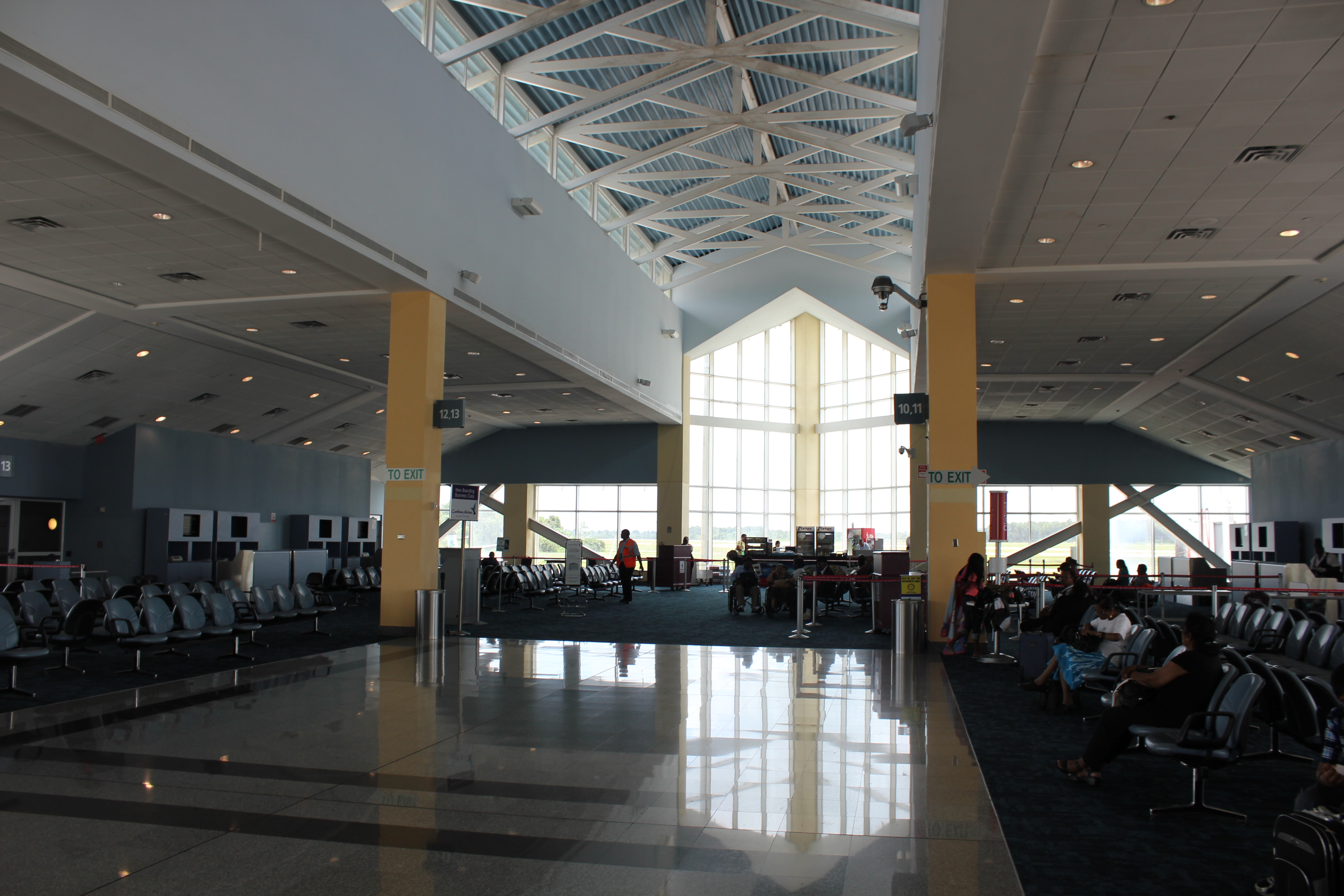
Зал ожидания

## Пассажиропоток
Данные из запроса в Викиданные.